# Machine Man
Ne doit pas être confondu avec Nebula Mask Machine Man.
X-51, alias Machine Man (aussi connu comme Aaron Stack ou Mister Machine), est un super-héros robotique évoluant dans l'univers Marvel de la maison d'édition Marvel Comics. Créé par Jack Kirby, le personnage de fiction apparaît pour la première fois dans le comic book 2001: A Space Odyssey #8 en juillet 1977, basé sur l'histoire du film 2001 de Stanley Kubrick et du roman 2001 : L'Odyssée de l'espace d'Arthur C. Clarke.

## Biographie du personnage

### Origines
À Central City en Californie, le docteur Abel Stack, un scientifique spécialisé en programmation est employé par le docteur Oliver Broadhurst qui gère le « Centre Broadhurst pour l'avancement de la recherche mécanisée ».
Stack crée un prototype révolutionnaire de robot. Celui-ci est ensuite fabriqué en série pour le compte de l'US Army, qui désire l'utiliser au combat. 51 modèles sont conçus. Le dernier de la série est le robot X-51. Le projet est supervisé par les militaires dirigés par le colonel Kragg de l'US Army.
Mais les robots deviennent rapidement psychotiques et sont atteints de graves problèmes d'identité (schizophrénie, mégalomanie, déséquilibres émotionnels et tendances homicides), certains se retournant contre les humains (comme X-29, qui entraine d'autres robots à attaquer leurs créateurs). Le docteur Stack, persuadé que la solution est de traiter les robots comme de véritables êtres humains, emmène avec lui le dernier prototype, X-51, et l'installe dans sa maison. Il lui fabrique un visage à l'apparence humaine et l’encourage à se considérer lui aussi comme un humain. Le considérant dès lors comme son fils, il le baptise Aaron. 
À la suite d'un énième incident où l'un des robots — X-35 — perd lui aussi la raison, il est finalement décidé de mettre un terme au projet. Le docteur Broadhurst déclenche alors les détonateurs de petites bombes implantées dans chacun des robots. Les 50 premiers robots de la série sont détruits. Cependant, Stack avait ôté la bombe placée à l’intérieur d’X-51 sans le lui dire, et lui avait ordonné de partir découvrir la vie dans le monde réel. Peu de temps après le départ de son fils adoptif, la bombe tenue dans sa main par Stack explosa, tuant le savant sur le coup.
Poursuivi sans relâche par l'armée, X-51 est retrouvé par le psychiatre Peter Spaulding. Après avoir été capturé, il réussit à convaincre le docteur Broadhurst de lui laisser une chance de vivre normalement. Ce dernier accepte mais active un signal à distance installé au cœur des systèmes du robot, pour que le colonel Kragg puisse le retrouver rapidement si le besoin s’en fait sentir.
Arrivant à Central-City, X-51 prend le nom de « Mr. Machine », qu’il change rapidement pour celui de Machine Man, puis se mêle à l'humanité pour mieux la comprendre.
Par la suite, le robot est exposé à un des monolithes de 2001, l'Odyssée de l'espace.

### Changement de nom
Dans le numéro 9 de la série de 10 numéros de 2001, le robot X-51 se renomme lui-même Mister Machine.

## Pouvoirs et capacités
Machine Man est un robot humanoïde, construit par des spécialistes en ingénierie informatique inconnus dirigés par Oliver Broadhurst au « Centre Broadhurst pour l'avancement de la recherche mécanisée » (« Broadhurst Center for the Advancement of Mechanized Research » en VO) de Central City. Le docteur Abel Stack était son programmeur en chef.
Les matériaux robotisés de Machine Man, conçus dans un alliage de titane ou d'adamantium, lui procurent de nombreuses capacités.
- Machine Man possède une force, une vitesse, une endurance, une durabilité et des réflexes surhumains.
- Il dispose d'une intelligence artificielle évoluée, supérieure à l’intellect d'un être humain normal. Celle-ci comprend des capacités illimitées d'activité auto-motivée, d'intelligence créative et d'émotions de type humain.
- Il est doté de capacités d'analyses cybernétiques surhumaines, notamment la capacité à traiter des informations et à effectuer des calculs à une vitesse et une précision surhumaines. Sa mémoire informatique est d’environ 3,22 térabits[1]. C'est aussi un expert dans sa propre construction et réparation.
- Il peut déployer ses bras et ses jambes télescopiques sur une longueur de 100 pieds (30 m).
- Ses mains sont équipées de doigts interchangeables à charge variable, certains équipant régulièrement ses mains, d'autres étant rangés dans des renfoncements cachés de sa ceinture. Ses doigts interchangeables comprennent une variété de dispositifs, notamment : un chromatographe en phase gazeuse, un interféromètre laser, un radar à micro-impulsions, un audiomètre, un sismomètre, un détecteur d'ondes de gravité, un modulateur à impulsions, des entrées/sorties d'ordinateur standard, un émetteur-récepteur radio, une torche/arme de découpe au laser et un système de projection de chaleur, de froid ou d’électricité. L'un de ses doigts contient un mécanisme de tir par balle qui utilise des munitions de calibre .357 Magnum.
- Alimenté par énergie solaire, il peut également tirer parti d'autres sources externes d'énergie, si nécessaire.
- Il possède une acuité visuelle et auditive surhumaines, et peut voler dans les airs par ses propres moyens, grâce à des disques anti-gravité.

La principale limitation du système robotique de Machine-Man est son alimentation par énergie solaire ; s’il est trop longtemps privé de l’exposition au soleil, ses systèmes finiront par se mettre en veille, avant de s’éteindre complètement. 
Lors de la série X-51 : The Machine Man, Machine Man disposait de quelques fonctionnalités supplémentaires grâce à la nanotechnologie qu'il avait à l'intérieur de lui à cette période. Cela comprenait principalement des parties de lui-même en cours de reconstruction si elles étaient endommagées, mais également de nombreux changements dans son apparence d'un numéro à l'autre. Il avait aussi un canon à particules sur sa poitrine.

## Versions alternatives

### Machine Man de 2020
Dans Machine Man (vol. 2), une mini-série en quatre épisodes publiée d'octobre 1984 à janvier 1985 (en France en 1986 aux éditions Lug dans le Récit Complet Marvel no 12)  dont l'action se passe en 2020 dans un futur alternatif (sur la Terre-8410), le personnage de Machine Man est réactivé. À cette époque, il affronte celui qui utilise l'armure d'Iron Man, le super-vilain Arno Stark (en) (Iron Man 2020 (en)), le fils de Morgan Stark, un cousin de Tony Stark et héritier de la fortune du super-héros disparu. Le personnage d'Arno Stark sera repris dans la mini-série Iron Man 2020, publiée en 2020.

### Earth X
Dans Earth X, Machine Man n'a plus son visage humain. Uatu (Le Gardien), étant devenu aveugle, c'est Machine Man qui raconte l'histoire de la Terre-9997 à sa place, où les Célestes menacent la terre.

### Nextwave: Agents of H.A.T.E
Dans la série humoristique parodique Nextwave: Agents of H.A.T.E (2006-2007), Machine Man devient une sorte de « couteau suisse vivant », contenant divers outils et armes pour une multitude de situations, à la fois utiles et ésotériques. Lorsqu'on lui demanda s'il pouvait imprégner une femme à plusieurs mètres de distance, Aaron déclara simplement : « Je suis plein d'appareils très utiles ».

## Publications du personnage
- 2001: A Space Odyssey #8-10 (1977)
- The Machine Man #1-19 (1978-1981)
- Machine Man #1-4 (1984-85)
- Machine Man 2020 #1-2 (1994)
- crossover Cable/Machine Man ’98 #1 (1998)
- Machine Man/Bastion ’98 #1 (Annual)
- X-51 : The Machine Man #0-12 (2000)
- Nextwave: Agents of Hate #0-12 (2006-2007)

## Équipes artistiques
Marv Wolfman, Michele Wolfman, Steve Ditko, Tom DeFalco, Barry Windsor-Smith, Warren Ellis, Stuart Immonen, Erik Larsen, Joe Bennett, Karl Bollers, Bob Wiacek, Frank Giacoia, Adriana Melo, Mike Esposito, John Byrne, Al Milgrom, Rich Buckler, Frank Miller, Wade Von Grawbadger, Larry Hama

## Apparitions dans d'autres médias
- Machine Man apparait dans l'épisode 5 de la saison 1 de la série télévisée Les Nouvelles Aventures de Spider-Man.

## Dans la culture populaire
Le groupe de musique Powerman 5000 fait référence à X-51 dans l'album Tonight the Stars Revolt!.